# Pourquoi Bodhi-Dharma est-il parti vers l'orient ?
Pour plus de détails, voir Fiche technique et Distribution.
Pourquoi Bodhi-Dharma est-il parti vers l'orient ? (Dharmaga tongjoguro kan kkadalgun) est un film sud-coréen, sorti en 1989.

## Fiche technique
- Titre original : Dharmaga tongjoguro kan kkadalgun
- Titre français : Pourquoi Bodhi-Dharma est-il parti vers l'orient ?
- Réalisation : Bae Yong-kyun
- Scénario : Bae Yong-kyun
- Pays d'origine : Corée du Sud
- Genre : drame
- Date de sortie : 1989

## Distribution
- Yi Pan-Yong : Hye-gok
- Sin Won-Sop : Ki-bong
- Hae-Jin Huang : Hae-jin
- Su-Myong Ko : Abbot